# Jon Whiteley
Pour les articles homonymes, voir Whiteley.
Jon James Lamont Whiteley, né le 19 février 1945 à Monymusk (Écosse) et mort le 16 mai 2020,,, est un acteur et historien d'art britannique. 
C'est un jeune acteur qui a joué dans cinq films. Sa carrière fut très courte. Il eut un rôle principal dans Les Contrebandiers de Moonfleet qui est sorti en 1955. Il devint ensuite historien d'art, se spécialisant dans l'art français.

## Filmographie
- 1952 : Rapt de Charles Crichton
- 1953 : Les Kidnappers (The Kidnappers) de Philip Leacock
- 1955 : Les Contrebandiers de Moonfleet (Moonfleet) de Fritz Lang
- 1956 : Le Jardinier espagnol (The Spanish Gardener) de Philip Leacock
- 1957 : The Weapon de Val Guest